# Freden i Riga

Central- och Östeuropa efter fördraget

Freden i Riga (på polska Traktat ryski) ingicks i Riga i Lettland den 18 mars 1921 genom ett fördrag mellan å ena sidan Polen och å andra sidan den ryska respektive den ukrainska socialistiska rådsrepubliken. Fredsavtalet satte punkt för Polsk-sovjetiska kriget 1919-1921..
Fredsavtalet består av 26 artiklar. Det ratificerades av den ryska sovjeten den 14 april, av den polska Sejm den 15 april och av den ukrainska sovjeten den 17 april. Avtalet var i kraft tills den 17 september 1939 då Sovjetunionen ockuperade västra delar av Vitryssland och Ukraina..